# Покровская церковь (Сулимовка)
Покровская церковь — приходской храм Украинской православной церкви в селе Сулимовке, Киевская область, Украина; памятник архитектуры украинского барокко.
Одна из первых каменных церквей Левобережной Украины, старейшее сохранившееся здание Киевской области. Возведена в 1622—1629 годах по заказу владельца села гетмана Ивана Сулимы, возможно, имела фортификационное значение. В 1910 году к храму пристроена колокольня и ряд пристроек, несколько извратившие монументальные классические пропорции здания.
Покровская церковь в плане состоит из трёх частей — бабинца, прямоугольного нефа и пятигранного алтаря. Крипта под алтарём служила усыпальницей рода Сулима. Оштукатуренные фасады храма членены пилястрами с простым антаблементом без украшений. Своды нефа увенчаны восьмиугольным барабаном с куполом и башенкой над ним, опирающимся на подпружные арки на всю высоту нефа.
В архитектуре церкви органично сочетаются приёмы архитектуры Возрождения с местными чертами. Храм представляет собой редкий образчик планировочной структуры традиционной украинской деревянной церкви в торжественном каменном исполнении.